# Triphyllozoon bucculentum
Triphyllozoon bucculentum is een mosdiertjessoort uit de familie van de Phidoloporidae. De wetenschappelijke naam van de soort is voor het eerst geldig gepubliceerd in 2004 door Hayward.